# Heliobolus
Genre
Heliobolus est un genre de sauriens de la famille des Lacertidae.

## Répartition
Les 4 espèces de ce genre se rencontrent en Afrique subsaharienne.

## Liste des espèces
Selon The Reptile Database (28 avril 2014) :
- Heliobolus lugubris (Smith, 1838)
- Heliobolus neumanni (Tornier, 1905)
- Heliobolus nitidus (Günther, 1872)
- Heliobolus spekii (Günther, 1872)

## Publication originale
- Fitzinger, 1843 : Systema Reptilium, fasciculus primus, Amblyglossae. Braumüller et Seidel, Wien, p. 1-106 (texte intégral).